# Irreville
Irreville település Franciaországban, Eure megyében. Lakosainak száma 472 fő (2022. január 1.). Irreville Le Boulay-Morin, Cailly-sur-Eure, La Chapelle-du-Bois-des-Faulx, Clef-Vallée-d'Eure, Dardez, Heudreville-sur-Eure és Reuilly községekkel határos.

## Népesség
A település népességének változása:
| Lakosok száma | 159  | 162  | 276  | 391  | 473  | 476  | 467  | 470  | 467  | 472  |
|               | 1968 | 1982 | 1990 | 2006 | 2013 | 2015 | 2017 | 2019 | 2020 | 2022 |